# Marcus Mølvadgaard
Marcus Mølvadgaard (født 3. august 1999 i Danmark) er en dansk fodboldspiller, der spiller for Næstved Boldklub.

## Karriere

### Randers FC
Mølvadgaard trænede i maj 2015 en uge med den tyske klub 1. FSV Mainz 05 uden at opnå en kontrakt.
Mølvadgaard fik sin debut i Superligaen for Randers FC den 5. august 2016, da han blev skiftet ind i det 82. minut i stedet for Viktor Lundberg i en 1-0-sejr hjemme over AC Horsens.
Den 15. november 2016 blev det offentliggjort, at Mølvadgaard skrevet under på toårig fuldtidskontrakt med Randers FC og blev samtidig rykket op i førsteholdstruppen gældende fra starten af 2017.